# Amphisbaena palirostrata
Amphisbaena palirostrata este o specie de reptile din genul Amphisbaena, familia Amphisbaenidae, ordinul Squamata, descrisă de Dickerson 1916. Conform Catalogue of Life specia Amphisbaena palirostrata nu are subspecii cunoscute.